# Cylindre hollandais
Pour les articles homonymes, voir Cylindre (homonymie).

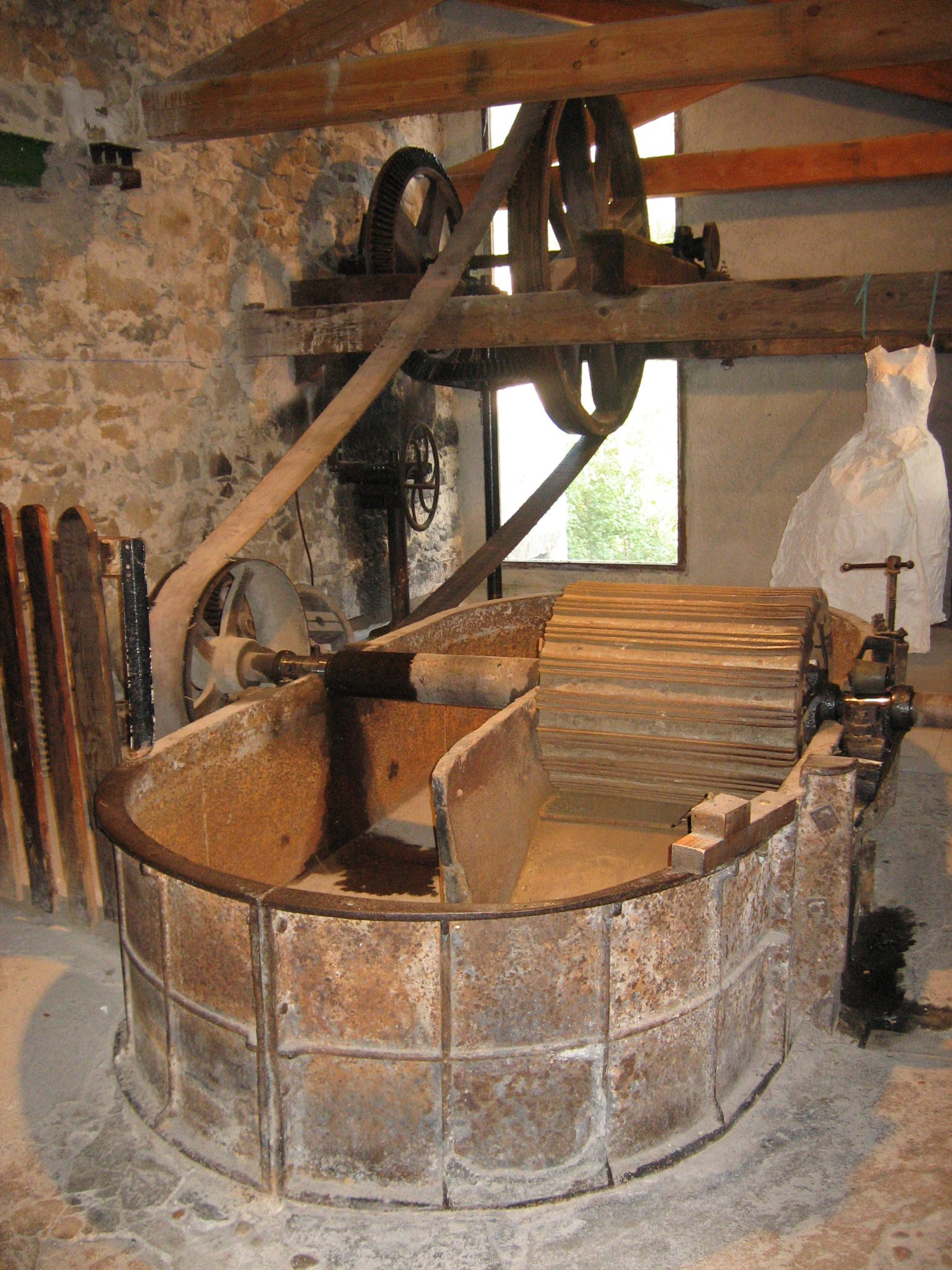
Pile hollandaise

Le cylindre hollandais, ou pile hollandaise, est une machine qui fut utilisée en papeterie.
Mise au point aux Pays-Bas en 1673 par les Hollandais, elle réduit considérablement les opérations de défibration réalisées avec la pile à maillets.
Dans une cuve remplie d'eau, le déchiquetage du chiffon se réalise grâce à la rotation d'un cylindre hérissé de lames coupantes et d'une planche garnie de clous.
Ce système de  pile défileuse permet de traiter le chiffon en quelques heures sans mûrissement préalable.
En 2025, la société belge Mekanika remet cette machine à l'honneur pour la production de papier.